# Niccolò Dôthel
Niccolò Dôthel (* 1721 in Lunéville; † 1810) war ein französisch-italienischer Flötist und Komponist.

## Leben und Wirken
Niccolò Dôthel war der Sohn eines Oboisten am Hof des Herzogs Franz Stephan von Lothringen in Nancy und Lunéville. Als dieser 1737 infolge des polnischen Erbfolgekrieges die Regentschaft über das Großherzogtum Toskana annahm, folgten ihm zahlreiche Hofmusiker, darunter Vater und Sohn Dôthel. 
Dôthel war neben seiner Anstellung in der Hofkapelle von 1736 bis 1807 in der Militärkapelle des Großherzogs aktiv. Zwischen 1765 und 1798 ist auch seine Präsenz als Musiker im Teatro della Pergola in Florenz dokumentiert. Charles Burney schreibt  1772 in seinem Tagebuch einer musikalischen Reise: „Sgr. Dottel, ein berühmter Flötenspieler ist in der Kapelle, und Sgr. Nardini ist gleichfalls als erster Violinist in Großherzogl. Diensten“.
Durch die Angleichung  des französischen und italienischen Stils leistete Dôthel durch sein Wirken einen substantiellen Beitrag zur Verbreitung der Traversflötenspiels in der Toskana. Nicht zuletzt seine zahlreichen veröffentlichten Kompositionen, Sonaten, Concerti, Duetti, Trios und Etüden, die in London oder Paris im Druck erschienen, trugen dazu bei.